# Gnadau
Gnadau este o comună din landul Saxonia-Anhalt, Germania.